# Campionat d'Espanya de trial 2011
La temporada de 2011 del Campionat d'Espanya de trial fou la 44a edició d'aquest campionat, organitzat per la Reial Federació Motociclista Espanyola. El calendari oficial constava de 5 proves puntuables, celebrades entre el 27 de febrer i el 27 de novembre. 3 de les proves programades es disputaren als Països Catalans: Castellolí (27 de febrer), Eivissa (27 de març) i Cal Rosal (27 de novembre).

## Classificació final
Font:
| Posició | Pilot            | Motocicleta | Punts |
| ------- | ---------------- | ----------- | ----- |
| 1       | Toni Bou         | Montesa     | 75    |
| 2       | Albert Cabestany | Sherco      | 67    |
| 3       | Jeroni Fajardo   | Ossa        | 64    |
| 4       | Adam Raga        | Gas Gas     | 54    |
| 5       | Jorge Casales    | Gas Gas     | 43    |
| 6       | Pol Tarrés       | Gas Gas     | 41    |
| 7       | Francesc Moret   | Montesa     | 37    |
| 8       | Alfredo Gómez    | Montesa     | 36    |
| 9       | Pere Borrellas   | Gas Gas     | 36    |
| 10      | Marcos Méndez    | Sherco      | 31    |

## Categories inferiors
| Categoria     | Guanyador          | Motocicleta |
| ------------- | ------------------ | ----------- |
| TR2           | Jorge Casales      | Gas Gas     |
| TR3           | Víctor Beltrán     | ?           |
| TR3 +35       | Raúl San Martín    | Gas Gas     |
| Júnior        | Oriol Noguera      | Sherco      |
| Cadets        | Arnau Farré        | Gas Gas     |
| Juvenil 125cc | Adrián Villabrille | Gas Gas     |
| Juvenil 80cc  | Oriol Pi           | Gas Gas     |